# Corpus Christi FC
El Corpus Christi FC es un equipo de fútbol de Estados Unidos que juega en la USL League Two, la cuarta división de fútbol en el país.

## Historia
Fue fundado en octubre del año 2017 en la ciudad de Corpus Christi, Texas como uno de los equipos de expansión de la USL PDL para la temporada 2018, recibiendo el premio como franquicia de expansión en 2017.
En su primera temporada terminó en cuarto lugar de su división y no pudo clasificar a los playoff. Luego de que desapareciera la USL PDL al final de año pasó a ser uno de los equipos fundadores de la USL League Two en la temporada 2019, donde finalizó en segundo lugar de su división pero no clasificó a los playoff.

## Temporadas
| Temporada | J  | Récord (G-E-P) | GF | GC | Pts | League         | Temporada Regular | Playoffs     |
| --------- | -- | -------------- | -- | -- | --- | -------------- | ----------------- | ------------ |
| 2018      | 14 | 6–6–2          | 32 | 32 | 20  | USL PDL        | 4.º, Mid South    | No clasificó |
| 2019      | 14 | 8–2–4          | 43 | 28 | 26  | USL League Two | 2.º, Mid South    | No clasificó |